# کلاه‌پارچه‌ای پاک‌بنفشه
کلاه‌پارچه‌ای پاک‌بنفشه (نام علمی: Mycena clariviolacea) نام یک گونه از سرده کلاه‌پارچه‌ای‌ها است.